# 芝麻素
芝麻素是一种存在於花椒属植物和芝麻油中的木脂素。它被用作饮食减肥的补充剂，實際助益的研究包含：調節脂肪酸代謝、抑制膽固醇吸收和生物合成、抗氧化和保留維生素E作用、降血壓作用、改善與酒精代謝相關的肝功能以及抗衰老作用。芝麻素的主要代谢产物是肠内酯，其消除半衰期少于6小时。芝麻素和芝麻林素都是芝麻油中含有的微量成分，平均只占芝麻油质量的0.14%。